# Liste von Pilzen in der Lebensmittelherstellung
Diese Liste führt lebensmittelmikrobiologische Pilze. Pilze des Verderbs von Lebensmitteln sind nicht in dieser Liste. Bakterien der Lebensmittelherstellung sind in der Liste von Bakterien in der Lebensmittelherstellung aufgeführt.

## Pilze in der Kakaoverarbeitung
| Mikroorganismus          | Lebensmittel oder Verarbeitung | Einzelnachweise |
| ------------------------ | ------------------------------ | --------------- |
| Aspergillus fumigatus    | Schokolade                     | [ 1 ]           |
| Candida humicola         | Schokolade                     | [ 2 ]           |
| Candida pelliculosa      | Schokolade                     | [ 2 ]           |
| Candida rugosa           | Schokolade                     | [ 3 ]           |
| Candida tropicalis       | Schokolade                     | [ 2 ]           |
| Hanseniaspora uvarum     | Schokolade                     | [ 4 ]           |
| Kloeckera africana       | Schokolade                     | [ 2 ]           |
| Kloeckera apis           | Schokolade                     | [ 1 ]           |
| Kloeckera javanica       | Schokolade                     | [ 1 ]           |
| Kluyveromyces marxianus  | Schokolade                     | [ 3 ] [ 4 ]     |
| Mucor racemosus          | Schokolade                     | [ 1 ]           |
| Pichia fermentans        | Schokolade                     | [ 4 ]           |
| Rhodotorula glutinis     | Schokolade                     | [ 2 ]           |
| Rhodotorula rubra        | Schokolade                     | [ 2 ]           |
| Saccharomyces cerevisiae | Schokolade                     | [ 2 ]           |

## Pilze bei der Käseherstellung
| Mikroorganismus                   | Lebensmittel oder Verarbeitung   | Einzelnachweise           |
| --------------------------------- | -------------------------------- | ------------------------- |
| Candida colliculosa               | Käse                             | [ 5 ] [ 6 ]               |
| Candida kefyr                     | oberflächengereifter Käse, Kefir | [ 6 ] [ 7 ]               |
| Candida krusei                    | oberflächengereifter Käse        | [ 6 ]                     |
| Candida mycoderma                 | Limburger                        | [ 9 ]                     |
| Candida utilis                    | Käse                             | :S. 204                   |
| Candida valida                    | Fetakäse                         | [ 7 ]                     |
| Candida vini                      | Reblochon Käse                   | [ 6 ] [ 8 ]               |
| Candida zeylanoides               | Reblochon Käse                   | [ 6 ]                     |
| Cystofilobasidium infirmominiatum | Käse                             | [ 5 ]                     |
| Debaryomyces hansenii             | Rotschmiere-Käse                 | [ 6 ] [ 7 ]               |
| Debaryomyces hansenii             | Reblochon Käse                   | [ 6 ]                     |
| Debaryomyces kloeckeri            | Limburger                        | [ 9 ]                     |
| Fusarium domesticum               | Vacherin-Käse                    | [ 5 ] [ 4 ]               |
| Fusarium solani                   | Vacherin-Käse                    | [ 7 ]                     |
| Geotrichum candidum               | Käse                             | [ 5 ] [ 10 ] [ 7 ]        |
| Kluyveromyces lactis              | Käse                             | [ 5 ] [ 6 ] [ 7 ]         |
| Kluyveromyces marxianus           | Käse                             | [ 5 ] [ 6 ] [ 7 ]         |
| Lecanicillium lecanii             | Käse                             | [ 5 ]                     |
| Mucor plumbeus                    | Käse                             | [ 5 ]                     |
| Mucor racemosus                   | Käse                             | [ 5 ]                     |
| Penicillium album                 | Käse                             | [ 6 ] [ 7 ]               |
| Penicillium camemberti            | Edelschimmel-Käse                | [ 5 ] [ 11 ] [ 4 ] [ 7 ]  |
| Penicillium caseifulvum           | Edelschimmel-Käse                | [ 5 ] [ 4 ]               |
| Penicillium chrysogenum           | Käse                             | [ 5 ]                     |
| Penicillium chrysogenum           | Edelschimmel-Salami              | [ 11 ] [ 7 ]              |
| Penicillium commune               | oberflächengereifter Käse        | [ 5 ] [ 6 ]               |
| Penicillium nalgiovense           | Käse                             | [ 5 ] [ 4 ]               |
| Penicillium roqueforti            | Blauschimmelkäse wie Roquefort   | [ 5 ] [ 11 ] [ 10 ] [ 7 ] |
| Rhodosporidium infirmominiatum    | Käse                             | [ 6 ]                     |
| Rhodotorula minuta                | Rotschmiere-Käse                 | [ 6 ]                     |
| Saccharomyces cerevisiae          | Käse                             | [ 5 ] [ 6 ] [ 7 ]         |
| Torulaspora delbrueckii           | Rotschmiere-Käse                 | [ 6 ]                     |
| Trichosporon beigelii             | Rotschmiere-Käse                 | [ 6 ]                     |
| Trichothecium domesticum          | Saint-Nectaire-Käse              | [ 7 ]                     |
| Verticillium lecanii              | Tomme Käse                       | [ 6 ]                     |
| Yarrowia lipolytica               | Raclette Käse                    | [ 6 ]                     |
| Yarrowia lipolytica               | Rotschmiere-Käse                 | [ 6 ]                     |

## Pilze in der Herstellung anderer Lebensmittel
| Mikroorganismus                       | Lebensmittel oder Verarbeitung    | Einzelnachweise     |
| ------------------------------------- | --------------------------------- | ------------------- |
| Aspergillus niger                     | Awamori, Citronensäure (E 330)    | [ 5 ] [ 4 ] [ 12 ]  |
| Aspergillus luchuensis                | Sake, Shōchū, Awamori und Speisen |                     |
| Aspergillus oryzae                    | Miso                              | [ 5 ] [ 11 ]        |
| Aspergillus oryzae                    | Sojasauce                         | [ 5 ] [ 11 ] [ 10 ] |
| Aspergillus sojae                     | Miso                              | [ 5 ]               |
| Aspergillus sojae                     | Sojasauce                         | [ 5 ] [ 10 ]        |
| Candida colliculosa                   | Kefir                             | [ 5 ]               |
| Candida milleri                       | Sauerteigbrot                     | [ 10 ]              |
| Candida valida                        | Sauerteig                         | [ 10 ] [ 8 ]        |
| Issatchenkia orientalis               | Kefir                             | [ 5 ]               |
| Kazachstania exigua                   | Kefir                             | [ 5 ]               |
| Kazachstania unispora                 | Kefir                             | [ 5 ]               |
| Mucor hiemalis                        | Sojabohnenquark                   | [ 5 ]               |
| Neurospora spp.                       | Oncom                             | [ 16 ]              |
| Penicillium nalgiovense               | Edelschimmel-Salami               | [ 10 ] [ 4 ] [ 7 ]  |
| Penicillium solitum                   | fermentiertes Lamm-Fleisch        | [ 5 ] [ 4 ]         |
| Pichia fermentans                     | Milchprodukte                     | [ 5 ]               |
| Pichia fermentans                     | Kefir                             | [ 5 ]               |
| Pichia fermentans                     | Oliven                            | [ 7 ]               |
| Rhizopus microsporus var. oligosporus | Oncom                             | [ 10 ]              |
| Rhizopus microsporus var. oligosporus | Tempeh                            | [ 5 ] [ 11 ] [ 10 ] |
| Saccharomyces cerevisiae              | Brot                              | [ 5 ] [ 11 ]        |
| Yarrowia lipolytica                   | Milchprodukte                     | [ 5 ]               |
| Zygotorulaspora florentina            | Kefir                             | [ 5 ]               |

## Pilze in der Getränkeherstellung
| Mikroorganismus              | Lebensmittel oder Verarbeitung | Einzelnachweise    |
| ---------------------------- | ------------------------------ | ------------------ |
| Aspergillus acidus           | Pu-Erh-Tee                     | [ 5 ] [ 4 ]        |
| Aspergillus niger            | Shochu, Awamori                | [ 17 ] [ 18 ]      |
| Aspergillus oryzae           | Sake                           | [ 5 ]              |
| Brettanomyces bruxellensis   | Bier                           | [ 19 ]             |
| Cyberlindnera mrakii         | Wein                           | [ 5 ]              |
| Debaryomyces hansenii        | Bier                           | [ 19 ]             |
| Dekkera bruxellensis         | Lambic-Geuze-Bier              | [ 4 ]              |
| Pichia fermentans            | Wein                           | [ 5 ]              |
| Saccharomyces bayanus        | Bier                           | [ 5 ]              |
| Saccharomyces bayanus        | Cider                          | [ 5 ] [ 7 ]        |
| Saccharomyces bayanus        | Wein                           | [ 5 ] [ 7 ]        |
| Saccharomyces carlsbergensis | Lagerbier                      | [ 10 ]             |
| Saccharomyces cerevisiae     | Ale                            | [ 5 ] [ 11 ] [ 7 ] |
| Saccharomyces cerevisiae     | Cider                          | [ 5 ]              |
| Saccharomyces cerevisiae     | Wein                           | [ 5 ] [ 11 ]       |
| Saccharomyces pastorianus    | Lagerbier                      | [ 11 ]             |
| Saccharomyces uvarum         | Lagerbier                      | [ 10 ]             |
| Schizosaccharomyces pombe    | Pombe-Bier                     | [ 20 ]             |
| Torulaspora delbrueckii      | Wein                           | [ 21 ]             |